# Mallamooppampatti
Mallamooppampatti é uma vila no distrito de Salem, no estado indiano de Tamil Nadu.

## Demografia
Segundo o censo de 2001,  Mallamooppampatti  tinha uma população de 6783 habitantes. Os indivíduos do sexo masculino constituem 52% da população e os do sexo feminino 48%. Mallamooppampatti tem uma taxa de literacia de 53%, inferior à média nacional de 59.5%: a literacia no sexo masculino é de 61% e no sexo feminino é de 45%. Em Mallamooppampatti, 13% da população está abaixo dos 6 anos de idade.